# Camusia quintanai
Camusia quintanai — викопний вид птахів родини журавлевих (Gruidae), що існував в міоцені в Європі. Скам'янілі рештки знайдені на острові Менорка біля узбережжя Іспанії. Голотип складається коракоїда, дистального та проксимального кінців тибіотарсуса, проксимального і дистального кінців тарсометатарсуса (останній не добре збережений) та стегнової кістки.